# 가토 시호
가토 시호(일본어: 加藤 史帆,1998년 2월 2일~)는 일본의 여성 아이돌이자, 패션 모델이며, 여성 아이돌 그룹의 히나타자카46의 멤버로 활동 중이다.